# Ensemble naturel et architectural de la Bregava à Stolac
L'ensemble naturel et architectural de la Bregava se trouve en Bosnie-Herzégovine, dans la municipalité de Stolac. Centré autour de la rivière Bregava, il est constitué de plusieurs ponts et de nombreux moulins, dont certains ont servi pour l'imprimerie. Cet ensemble est inscrit sur la liste des monuments nationaux de Bosnie-Herzégovine ; il fait également partie de l'« ensemble naturel et architectural de Stolac », proposé par le pays pour une inscription au patrimoine mondial de l'UNESCO.

## Localisation

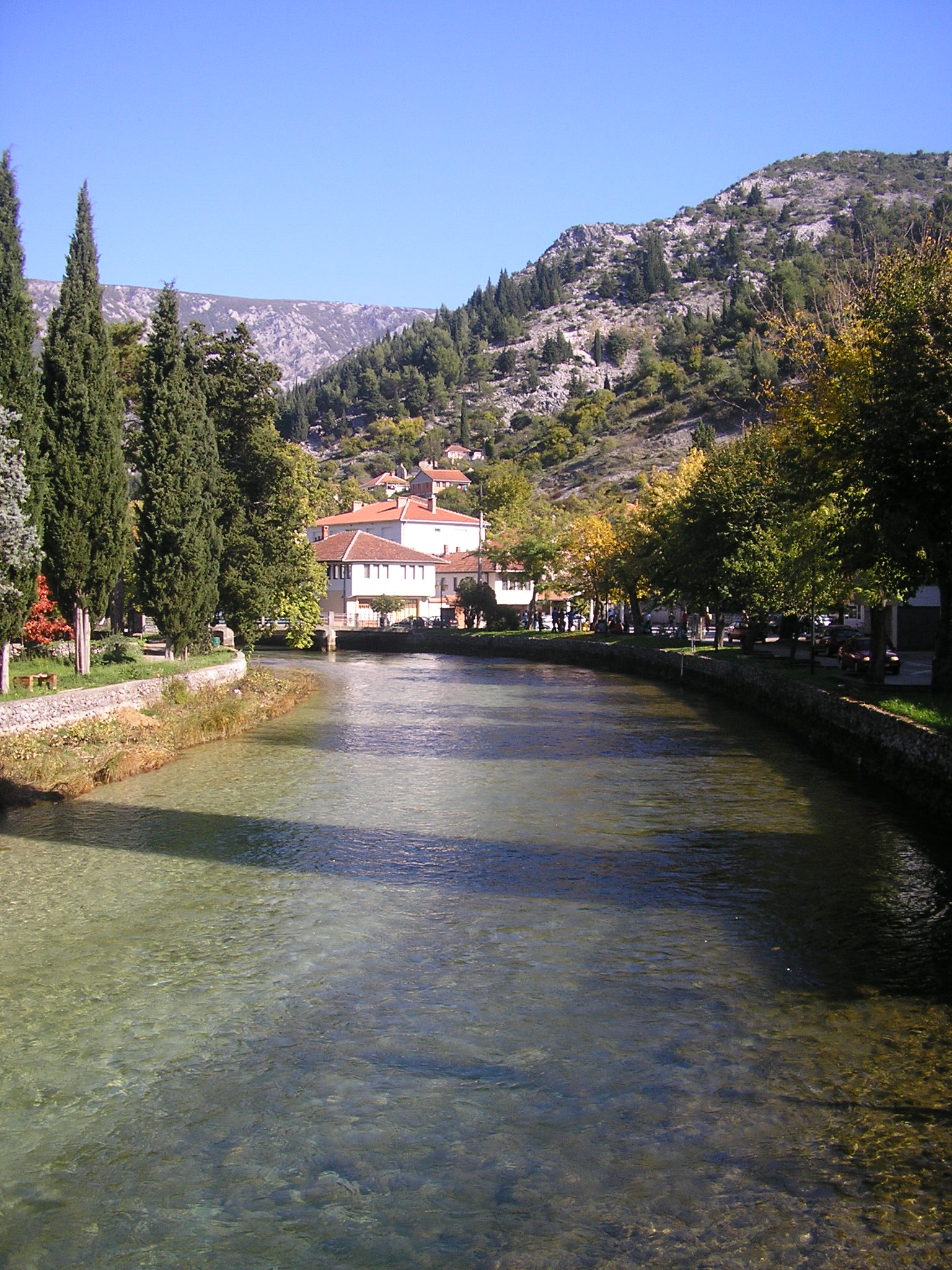
La rivière Bregava à Stolac